# Darevskia valentini
Darevskia valentini es una especie de lagarto del género Darevskia, familia Lacertidae. Fue descrita científicamente por  Oskar Boettger en 1892.
Habita al sur de Armenia, noreste y sureste de Turquía (Kars Plateau, montaña Cilo-Sat), suroeste de la República de Georgia e Irán. Es posible que haya sido introducido en Ohio, Estados Unidos. Los hábitats naturales preferidos de D. valentini son las áreas rocosas, los pastizales y los matorrales a altitudes de 1300 a 3000 metros (4300 a 9800 pies).